# Tiora pseudolorquinii
Tiora pseudolorquinii är en fjärilsart som beskrevs av Ruggero Verity 1925. Tiora pseudolorquinii ingår i släktet Tiora och familjen juvelvingar. Inga underarter finns listade i Catalogue of Life.